# Club Atlético de Madrid 1985-1986
Questa voce raccoglie le informazioni riguardanti il Club Atlético de Madrid nelle competizioni ufficiali della stagione 1985-1986.

## Stagione
Nella stagione 1985-1986 i Colchoneros, allenati da Luis Aragonés, terminarono la stagione al quinto posto. In Coppa del Re l'Atlético Madrid venne eliminato ai quarti di finale dal Barcellona. In Coppa delle Coppe i Rojiblancos persero in finale contro i sovietici della Dinamo Kiev. Alla quarta edizione della Coppa della Liga i madrileni vennero sconfitti in semifinale ancora dal Barcellona. Contro i catalani, tuttavia, l'Atlético vinse la Supercoppa di Spagna.

## Maglie e sponsor
| Manica sinistra · Manica sinistra · Maglietta · Maglietta · Manica destra · Manica destra · Pantaloncini · Calzettoni |

## Rosa
| N. |                      | Ruolo | Calciatore               |
| -- | -------------------- | ----- | ------------------------ |
| -  | Spagna (bandiera)    | P     | Ángel Jesús Mejías       |
| -  | Argentina (bandiera) | P     | Ubaldo Fillol            |
| -  | Spagna (bandiera)    | D     | Sergio Morgado           |
| -  | Spagna (bandiera)    | D     | Balbino                  |
| -  | Spagna (bandiera)    | D     | Marcelino                |
| -  | Spagna (bandiera)    | D     | Tomás Reñones (capitano) |
| -  | Spagna (bandiera)    | D     | Juan José Rubio          |
| -  | Spagna (bandiera)    | D     | Miguel Ángel Ruiz García |
| -  | Spagna (bandiera)    | D     | Clemente Villaverde      |
| -  | Spagna (bandiera)    | C     | Paco Llorente            |

| N. |                      | Ruolo | Calciatore             |
| -- | -------------------- | ----- | ---------------------- |
| -  | Spagna (bandiera)    | C     | Juan Carlos Arteche    |
| -  | Spagna (bandiera)    | C     | Quique Ramos           |
| -  | Spagna (bandiera)    | C     | Quique Setién          |
| -  | Spagna (bandiera)    | C     | Julio Prieto Martín    |
| -  | Spagna (bandiera)    | C     | Roberto Simón Marina   |
| -  | Spagna (bandiera)    | C     | Ricardo Ortega Mínguez |
| -  | Spagna (bandiera)    | C     | Jesús Landáburu        |
| -  | Argentina (bandiera) | A     | Mario Cabrera          |
| -  | Uruguay (bandiera)   | A     | Jorge da Silva         |
| -  | Spagna (bandiera)    | A     | Juan Carlos Pedraza    |

## Risultati

### Primera División

#### Girone di andata
| Arbitro: | Benavente Garasa |

|                             |           |  |
| Cabrera 30’ Marina 63’, 84’ | Marcatori |  |

| Arbitro: | Crespo Aurre |

|                       |           |                        |
| Bakero 50’ Kempes 72’ | Marcatori | 43’ Cabrera 58’ Marina |

| Arbitro: | Marín López |

|                          |           |            |
| Cabrera 28’ da Silva 29’ | Marcatori | 9’ Calderé |

| Arbitro: | Peraita Ibáñez |

|                      |           |  |
| Mejías 43’ Villa 74’ | Marcatori |  |

| Arbitro: | Casajuana Rifà |

|            |           |                                                    |
| Setién 37’ | Marcatori | 31’, 87’ (rig.) Jorge 32’ Yáñez 80’ (aut.) Arteche |

| Arbitro: | Ramos Marcos |

|                           |           |          |
| Valdano 9’ Santillana 84’ | Marcatori | 15’ Ruiz |

| Arbitro: | Pérez Sánchez |

|                                      |           |              |
| da Silva 65’ (rig.), 70’ Cabrera 85’ | Marcatori | 21’ Baltazar |

| Arbitro: | Calvo Córdova |

|              |           |              |
| Espinosa 70’ | Marcatori | 5’ Landáburu |

| Arbitro: | Valdés Sánchez |

|                                                 |           |            |
| da Silva 58’ Zúñiga 68’ (aut.) Julio Prieto 83’ | Marcatori | 74’ Uralde |

| Arbitro: | Socorro González |

|                        |           |                           |
| Ito 37’ Hadžibegić 85’ | Marcatori | 23’ Landáburu 72’ Cabrera |

| Arbitro: | Crespo Aurre |

|                                               |           |  |
| da Silva 6’, 44’, 83’ (rig.) Cabrera 39’, 70’ | Marcatori |  |

| Arbitro: | Ramos Marcos |

|             |           |                         |
| Giménez 76’ | Marcatori | 68’ da Silva 87’ Marina |

| Arbitro: | Martín Navarrete |

|                         |           |  |
| Setién 13’ da Silva 87’ | Marcatori |  |

| Saragozza 1º dicembre 1985 14ª giornata | Real Saragozza | 0 – 0 referto | Atlético Madrid | La Romareda (30 000 spett.)\| Arbitro: \| Jiménez Moreno \| |
| Arbitro:                                | Jiménez Moreno |               |                 |                                                             |

| Arbitro: | Miguel Pérez |

|            |           |                                        |
| Narciso 6’ | Marcatori | 38’ Cabrera 45’ Landáburu 67’ da Silva |

| Arbitro: | Enríquez Negreira |

|            |           |  |
| Setién 19’ | Marcatori |  |

| Arbitro: | Merino González |

|                   |           |            |
| Patxi Salinas 27’ | Marcatori | 76’ Marina |

#### Girone di ritorno
| Arbitro: | Casajuana Rifà |

|                             |           |            |
| Álvarez II 5’ Francisco 69’ | Marcatori | 22’ Marina |

| Arbitro: | Mazorra Freire |

|            |           |  |
| Setién 22’ | Marcatori |  |

| Arbitro: | Marín López |

|                          |           |                  |
| Esteban 26’ Alexanko 60’ | Marcatori | 21’ Julio Prieto |

| Arbitro: | Urío Velázquez |

|                         |           |           |
| da Silva 21’ Marina 36’ | Marcatori | 46’ Villa |

| Arbitro: | Andújar Oliver |

|                 |           |                    |
| Víctor 39’, 84’ | Marcatori | 6’ (rig.) da Silva |

| Arbitro: | Ramos Marcos |

|  |           |                 |
|  | Marcatori | 15’ (aut.) Ruiz |

| Arbitro: | Enríquez Negreira |

|  |           |             |
|  | Marcatori | 70’ Cabrera |

| Arbitro: | Pérez Sánchez |

|           |           |             |
| Marina 1’ | Marcatori | 36’ Llabrés |

| Arbitro: | Peraita Ibáñez |

|                    |           |                                       |
| Zubillaga 48’, 72’ | Marcatori | 45’ Landáburu 50’ da Silva 76’ Setién |

| Arbitro: | Guruceta Muro |

|                 |           |            |
| Marina 41’, 90’ | Marcatori | 29’ Rincón |

| Arbitro: | Merino González |

|             |           |            |
| Cabrera 66’ | Marcatori | 75’ Marina |

| Arbitro: | Pes Pérez |

|                  |           |  |
| Cabrera 52’, 60’ | Marcatori |  |

| Arbitro: | Enríquez Negreira |

|                 |           |  |
| Víctor 66’, 67’ | Marcatori |  |

| Arbitro: | García de Loza |

|  |           |                       |
|  | Marcatori | 29’ Herrera 79’ Señor |

| Arbitro: | Calvo Córdova |

|             |           |  |
| Cabrera 55’ | Marcatori |  |

| Arbitro: | Mazorra Freire |

|                 |           |            |
| Bustingorri 25’ | Marcatori | 72’ Quique |

| Arbitro: | Merino González |

|                                                   |           |                   |
| Rubio 48’ (rig.) Landáburu 75’ Cabrera 90’ (rig.) | Marcatori | 25’ Julio Salinas |

### Coppa del Re
| Arbitro: | Benavente Garasa |

|            |           |  |
| Víctor 23’ | Marcatori |  |

| Arbitro: | Bayarri Ribelles |

|                          |           |  |
| da Silva 55’ Setién 101’ | Marcatori |  |

| Arbitro: | Valdés Sánchez |

|            |           |                            |
| Marina 47’ | Marcatori | 71’ Archibald 82’ Carrasco |

| Barcellona 26 febbraio 1986 Quarti di finale – Ritorno | Barcellona       | 0 – 0 referto | Atlético Madrid | Camp Nou (90 000 spett.)\| Arbitro: \| Benavente Garasa \| |
| Arbitro:                                               | Benavente Garasa |               |                 |                                                            |

### Coppa delle Coppe
| Arbitro: | Roth |

|            |           |              |
| Setién 34’ | Marcatori | 70’ Johnston |

| Arbitro: | Casarin |

|            |           |                       |
| Aitken 73’ | Marcatori | 39’ Setién 70’ Quique |

| Arbitro: | Thomas |

|  |           |                        |
|  | Marcatori | 5’ da Silva 26’ Setién |

| Arbitro: | Azzopardi |

|               |           |  |
| Landaburu 26’ | Marcatori |  |

| Arbitro: | Agnolin |

|  |           |                   |
|  | Marcatori | 29’, 90’ da Silva |

| Arbitro: | Valentine |

|           |           |             |
| Marina 8’ | Marcatori | 84’ Đurović |

| Arbitro: | Ponnet |

|            |           |  |
| Prieto 77’ | Marcatori |  |

| Arbitro: | Midgley |

|                            |           |                                         |
| Herget 54’ Guðmundsson 64’ | Marcatori | 15’ (rig.) Rubio 28’ Cabrera 57’ Prieto |

| Arbitro: | Wöhrer |

|                                       |           |  |
| Zavarov 5’ Blochin 85’ Jevtušenko 88’ | Marcatori |  |

### Coppa della Liga
| Arbitro: | Pérez Sánchez |

|                                   |           |                                        |
| Prieto 10’ Arteche 17’ Quique 36’ | Marcatori | 13’ (aut.) Ruiz 14’ Víctor 55’ Aravena |

| Arbitro: | Casajuana Rifà |

|  |           |              |
|  | Marcatori | 37’ Llorente |

| Arbitro: | Andújar Oliver |

|                                             |           |                                |
| Aspiazu 2’ Mendilibar 19’ Txelis 62’ (rig.) | Marcatori | 37’ P. Pablo 50’ (rig.) Quique |

| Arbitro: | Álvarez Díaz |

|                         |           |  |
| Sergio 35’ Llorente 59’ | Marcatori |  |

| Arbitro: | Martín Navarrete |

|  |           |             |
|  | Marcatori | 34’ Pedraza |

| Arbitro: | Peraita Ibáñez |

|              |           |            |
| Amarilla 70’ | Marcatori | 48’ Marina |

### Supercoppa di Spagna
| Arbitro: | Marín López |

|                                   |           |          |
| Cabrera 41’ Ruiz 52’ da Silva 77’ | Marcatori | 32’ Clos |

| Arbitro: | Urizar Azpitarte |

|              |           |  |
| Alexanko 33’ | Marcatori |  |

## Statistiche

### Statistiche di squadra
| Competizione         | Punti | Totale | Totale | Totale | Totale | Totale | Totale | DR  |
| Competizione         | Punti | G      | V      | N      | P      | Gf     | Gs     | DR  |
| -------------------- | ----- | ------ | ------ | ------ | ------ | ------ | ------ | --- |
| Primera División     | 42    | 34     | 17     | 8      | 9      | 53     | 38     | +15 |
| Coppa del Re         | -     | 4      | 1      | 1      | 2      | 3      | 3      | 0   |
| Coppa delle Coppe    | -     | 9      | 6      | 2      | 1      | 13     | 8      | +5  |
| Supercoppa di Spagna | -     | 2      | 1      | 0      | 1      | 3      | 2      | +1  |
| Coppa della Liga     | -     | 6      | 2      | 2      | 2      | 9      | 8      | +1  |
| Totale               | -     | 55     | 27     | 13     | 15     | 81     | 59     | +22 |